# Бъфало
Вижте пояснителната страница за други значения на Бъфало.
Бъ̀фало (на английски: Buffalo) е град в щата Ню Йорк, САЩ, административен център на окръг Ери, и най-голям град в Западен Ню Йорк. Ранното внедряване на електричеството, като източник на енергия, му носи прякора „Град на светлината“.
По данни от 2019 г., населението на града е 255, 284, а по приблизителна оценка от 2017 г. е 258 612 души, което го прави втория по големина град в щата след Ню Йорк. Той е окръжен център на окръг Ери и основен път за преминаване на стоки и хора през границата между САЩ и Канада. Част от дву-националния Регион Бъфало-Ниагара.

## Етимология
Името на града идва от името на близкия поток Бъфало. Британският военен инженер капитан Джон Монтресор споменава „поток Бъфало“ в дневника си от 1764 г., което е може би първото писмено споменаване на името.

## География
Разположен е на на източния бряг на езерото Ери при изтичането от него на река Ниагара и на 16 мили (26 км) южно от Ниагарския водопад.
В културно отношение Бъфало е смесица от влияние от Североизтока и Средния запад. Годишни фестивали включват Вкусът на Бъфало и Арт Фестивала в Алентаун. Сред забележителностите на града е т.нар. Мост на мира над река Ниагара, свързващ го с гр. Форт Ери, провинция Онтарио, Канада. Известен е и с градското си планиране, дело на Джоузеф Еликот, парковете си по дизайн на Фредерик Лоу Олмстед и значимите си архитектурни образци.

## История
Районът около Бъфало е бил заселен от преди 17 век от представители на индианската племенна група ирокези, а по-късно - от френски колонизатори.  
Градът се разраства значително през 19-и и 20 век в резултат от имиграция, построяването на Канал Ери и осигуряването на железопътен транспорт, както от ѝ близостта му до езерото Ери. Поради предишния висок дял в икономиката на промишлеността, деиндустриализацията през втората половина на 20 век води до постепенно намаляване на населението. Въпреки че част от промишленото производство се запазва и след световната рецесия от 2008-2009 г., икономиката на Бъфало след това е доминирана от сектора на услугите, особено от здравеопазването, научните изследвания, и институциите за висше образование, между които и престижният Университет Бъфало. 

## Спорт
В града функционират известните спортни клубове „Бъфало Сейбърс“ (по хокей на лед) и „Бъфало Билс“ (по американски футбол).

## Известни личности
Родени в Бъфало
- Дон Месик (1926 – 1997), озвучаващ актьор
- Едуард Гибсън (р. 1936), астронавт
- Нанси Крес (р. 1948), писателка
- Джон Робъртс (р. 1955), юрист
- Дел Браун (р. 1956), писател
- Марк Дизен (1957 – 2008), шахматист
- Джеймс Павелчик (р. 1960), астронавт
- Винсънт Гало (р. 1961), актьор и музикант
- Кайл Чандлър (р. 1965), актьор
- Ани Дифранко (р. 1970), певица
- Чад Майкъл Мъри (р. 1981), актьор

Починали в Бъфало
- Милърд Филмор (1800 – 1874), политик
- Уилям Маккинли (1843 – 1901), политик